# 虎头蓟
虎头蓟（学名：Schmalhausenia nidulans）是菊科虎头蓟属的植物，是中国的特有植物。分布于中国大陆的新疆等地，生长于海拔3,600米的地区，一般生于草甸，目前尚未由人工引种栽培。